# 佩氏眶鋸雀鯛
佩氏眶鋸崔鯛（學名：Stegastes pelicieri），又稱佩氏高身雀鯛，為輻鰭魚綱雀鯛科眶鋸雀鯛屬下的一個種，分布於西印度洋模里西斯和留尼旺海域，深度2至20公尺，本魚體呈橢圓形而側扁，吻短而鈍圓。口中型，具頜齒，小而呈圓錐狀，眶下骨裸出，下緣具鋸齒，前鰓蓋骨後緣具鋸齒，下鰓蓋骨後緣無鋸齒，體被櫛鱗，體色棕色至黑色，嘴唇暗灰色，鱗片邊緣黑色，鱗片的中心呈藍色，胸鰭半透明，有棕色射線，最上面的鰭條基部亮藍色，背鰭硬棘14枚、背鰭軟條14-16枚、臀鰭硬棘2枚、臀鰭軟條14-15枚，體長可達14公分，棲息在有裂隙的岩礁，屬雜食性，以藻類及小型無脊椎動物為食，具有領域性，繁殖期時成對出現，雄魚會守護卵直到孵化，生活習性不明。